# Capella de Mas Carreras
La Capella de Mas Carreras és una petita capella de Roda de Berà (Tarragonès) que es trobava originàriament al costat d'una casa d'estiueig avui en dia desapareguda. Construïda a inicis del segle xx, va ser ampliada i decorada per l'arquitecte Josep Maria Jujol i Gibert durant els anys 40 del segle passat. Es troba a la urbanitzada zona costanera del terme, envoltada de blocs d'apartaments. S'hi pot accedir des de l'Avinguda Reina Fabiola, mitjançant un pas per a vianants, i des del carrer Josep Maria Jujol.

## La intervenció jujoliana
El Mas Carreras (anteriorment Mas Guinovart) havia estat propietat de Pere Pascual i Bonaventura Carreras, els quals coneixien personalment a Josep Maria Jujol. Aquesta amistat va fer que l'arquitecte tarragoní passés diverses temporades al mas fent reformes, primer a la casa de camp i posteriorment a la seva capella adjacent.
Jujol va començar la seva intervenció a la capella ampliant-la amb un petit absis sostingut per columnes de pedra de Santa Tecla. Posteriorment va col·locar una nova mesa d'altar dissenyada per ell mateix i exempta, de manera que es podia dur a terme la celebració litúrgica de cara als fidels.
Un cop acabada la feina de paleta, el mateix Jujol va començar la tasca decorativa, duta a terme de manera intermitent al llarg dels següents anys, la qual va incloure tant la decoració pictòrica de les parets com l'elaboració d'objectes litúrgics i làmpades. Tot plegat és un clar exemple de la concepció d'art total que tenia Jujol.
En l'Espai Jujol del Centre Cívic la Roca Foradada del Roc de Sant Gaietà estan exposats alguns dels objectes litúrgics que hi havia a la capella de Mas Carreras. En el referit centre cultural municipal es poden concertar visites guiades al petit oratori.